# Melčice-Lieskové
Melčice-Lieskové (maďarsky Melcsicmogyoród) je obec na Slovensku v okrese Trenčín. V roce 2015 zde žilo 1 629 obyvatel.
První písemná zmínka o obci pochází z roku 1398.

## Poloha
Obec Melčice-Lieskové leží v údolí středního Pováží v podhůří Bílých Karpat na pravé straně Váhu mezi Trenčínem a Novým Mestem nad Váhom. Nynější obec vznikla v roce 1975 sloučením do té doby samostatných Melčic a Zemanskeho Lieskového, které se předtím spojilo v roce 1914 s Malými Žabokreky. Součástí obce je i kopaničářská část Dolina. Melčická dolina byla prohlášena za chráněný přírodní útvar.

## Dějiny
V katastru obce bylo nalezeno kosterní pohřebiště z velkomoravského období. Hustotu raně středověkých sídel ve vhodném geografickém prostředí ovlivnila blízkost hradu Beckova, brod přes řeku Váh, kde se vybíralo mýtné a středověká cesta, na kterou se napájeli komunikace vedoucí z důležitých průsmyků na moravsko-uherských hranicích.
Do psané historie se poprvé Melčice dostávají na konci 14. století. V listině z roku 1398, kterou král Zikmund Lucemburský daroval Beckovské panství Ctiborovi ze Ctibořic, se uvádějí vedle ostatních okolních obcí pod názvem Myliche.
Obec Zemanské Lieskové nepatřila do panství hradu Beckov a proto se objevuje v písemných záznamech později. V roce 1478 je zaznamenána jako majetek rodiny Slopňanských (podle obce Slopná poblíž Považské Bystrice).

## Památky
V Melčicích stojí římskokatolický kostel Nejsvětější Trojice z roku 1611 a ve středu obce stojí kaple Nejsvětější Trojice z 19. století.
V Lieskovém stojí barokně-klasicistní zámeček Silvayovců, který byl v současnosti zrenovován do původní podoby a slouží římskokatolickému ženskému řádu. Jeho součástí je rozsáhlý anglický park, táhnoucí se podél hlavní silnice do Melčic.
Zámeček Žambokrétyovců v bývalých Malých Žabokrekách, dnes v části Lieskové, je dvoukřídlá raně klasicistní budova z poloviny 19. století. Dnes slouží jako školní jídelna a družina.

## Osobnosti
- Ján Smrek, slovenský básník, spisovatel, redaktor, publicista a vydavatel, se zde narodil v roce 1898. V obci jej připomíná památní místnost.[3]
- MUDr. Milan Novák, slovenský chirurg, historik, se zde narodil v roce  1953.